# انقلاب آذار 1949 (سوريا)
انقلاب آذار 1949 العسكري في سوريا هو أول انقلاب عسكري في البلاد بعد الاستقلال، وفاتحة سلسلة من الانقلابات العسكرية وهيمنة الجيش على الحياة السياسية. تبعه انقلابان عسكريان خلال العام ذاته، وعرف بدعم الولايات المتحدة له. يعتبر فاتحة تدخل الجيش في سوريا بسياسة البلاد الداخلية؛ وقد وصفه فارس الخوري بكونه «أعظم كارثة حلّت بالبلاد منذ حكم تركيا الفتاة».

## خلفية
مع تزايد حدة الانتقادات للجيش إثر هزيمة حرب فلسطين وحالة السخط الشعبي اتجاه المؤسسة العسكرية والطبقة السياسيّة بل والنظام القائم عمومًا، دخلت البلاد في حالة أزمات سياسة متكررة لم يواجه مثلها النظام الجمهوري منذ قيامه. وعد رئيس الجمهورية القوتلي بإجراء إصلاحات إدارية واقتصاديّة وتخصيص جزء كبير من الميزانيّة لإعادة بناء الجيش وتسليحه «والعمل على إعادة ثقة السوريين بنظامهم».
بداية التدخل العملي للزعيم في الحياة السياسية كان في 3 كانون الثاني / ديسمبر 1948 حين اندلعت أعمال شغب في العاصمة إثر استقالة حكومة جميل مردم واعتذار هاشم الأتاسي عن تشكيل حكومة جديدة، إثر نشر الزعيم حينها الجيش في العاصمة دون إذن مسبق من الحكومة أو السلطة السياسيّة، وفي اليوم ذاته أعلن القوتلي حالة الطوارئ وإخضاع البلاد للأحكام العسكريّة وإغلاق المدارس.
في اليوم التالي، بدأ الزعيم جولة لزيارة القطع العسكريّة في المحافظات السورية بهدف «رفع معنويات الجيش»، ما ساهم في تقوية علاقته مع معظم قادة الثكنات من جهة وبروز اسمه «مخلصًا للبلاد» من جهة ثانية. وفي 16 ديسمبر شكلت حكومة جديدة برئاسة خالد العظم بعد سلسلة أزمات في التكليف والتأليف، وجاء البرنامج الحكومي كما وصفته الصحافة «تقليديًا ومخيبًا لآمال السوريين» رغم أنه نص على سعي الحكومة «لتحرير فلسطين».
لم يساهم تشكيل الحكومة بالتخفيف من حدة الأزمة السياسية، بالأحرى تفاقمت بعد اندلاع الجدال حول مد خطوط التابلاين في سوريا، ورفع حالة الطوارئ، ومناقشة السياسة العسكرية في مجلس النواب، والتي وجه خلالها النواب انتقاداتا قاسية للجيش وقياداته شكلت اللبنة الأولى للانقلاب الزعيم، والذي خطط له في القنيطرة مع عدد من كبار الضباط، ورغم وصول أنباء الإعداد لانقلاب عسكري وتذمر كبار الضباط للقوتلي، إلا أنه لم يعر هذه الأخبار أية اهتمام.

## تنفيذ الانقلاب
يوم الأربعاء 30 آذار / مارس 1949، في تمام الساعة الثانية والنصف فجرًا، أعطى الزعيم أوامر لوحدات من الجيش السوري بتطويق القصر الرئاسي ومبنى مجلس النواب والوزارات الرئيسية، كما حوصرت مقرات الشرطة والأمن الداخلي والقوات نصف عسكرية المعروفة باسم الجندرماية والتابعة لوزارة الداخليّة؛ واعتقل رئيس الجمهورية في المشفى حيث كان يعالج من قرحة في المعدة ومرض في القلب، الفرقة الثانية توجهت نحو مجلس الوزراء، الفرقة الثالثة نحو محطة الإذاعة، الفرقة الرابعة نحو قيادة الشرطة والأمن العام، الفرقة الخامسة نحو قيادة الجندرماية، الفرقة السادسة نحو بناء الهاتف الآلي، إلى جانب اعتقال عدد من النواب والوزراء منهم فيصل العسلي الذي كان قد وجه سخرية لاذعة للجيش وقادته في اجتماع مغلق لمجلس النواب، فأمر الزعيم بعد اعتقاله بحلق شعره. كما قطعت الاتصالات السلكية واللا سلكية مع العالم الخارجي وأغلقت الحدود، وقد استقبل الشعب نبأ الانقلاب كما يقول باتريك سيل «بفرح وابتهاج»، وقد قيل في رواية غير محققة، أن الزعيم، أمر أن يطاف في المدينة برئيس الجمهورية ورئيس الوزراء في عربة مدرعة مغلقة ليريا بنفسيهما الشعب وهو يبتهج بخلعهما في الشوارع.
وقد تمت عملية التطويق والاستسلام في جميع هذه المواقع سلمًا ودون إطلاق رصاصة واحدة. اعتقل الجيش شكري القوتلي ورئيس الوزراء خالد العظم بعد أن بُلغا مذكرة من الزعيم بأن الجيش قد قرر استلام قيادة البلاد، ونقلا إلى مشفى المزة العسكري، ووجه الجيش الذي انتشر في الساحات العامة بيانًا مقتضبًا للشعب حول عملية «انتقال السلطة».

## وضع القوتلي والعظم
بعد اعتقال رئيس الجمهورية القوتلي، ورئيس الوزراء العظم، نقلتهما قيادة الانقلاب إلى مشفى المزة العسكري، في 6 أبريل، نشر كتاب استقالة القوتلي موجهًا للشعب السوري، وكان نصّ الاستقالة مكتوبًا بحط يد القوتلي نفسه منذ 30 مارس، بوساطة من فارس الخوري إذ كان القوتلي رافضًا الاستقالة وأصرّ على المقاومة «ما دامت في عروقي دماء». وقد ورد في وثيقة تعود لوزارة الخارجية الأمريكية أنّ «الزعيم سيحاول تصفية القوتلي، ويجب أخذ إجراء مبكرة لإجبار رئيس الأركان السوري على عدم القيام بتلك الجريمة السياسية واللاإنسانية»، وقد تدخلت الولايات المتحدة وبريطانيا واعتبرت أن تصفية القوتلي الجسدية سيكون لها «نتائج وخيمة»، رد الزعيم كان بأن سمح للسفير البريطاني زيارة القوتلي في السجن «ليطمئن عليه وليرى أنه يتمتع بصحة جيدة، وأن ثمة أطباء يعتنون به، كما أنه جلب طباخيه ليقدموا له المآكل التي يريدها».
أطلق القوتلي في منتصف أبريل، وصودرت أملاكه وأملاك ابنه، ونفي إلى خارج البلاد فاختار الإسكندرية في مصر، مقرًا له. وقد قيل في رواية غير محققة، أن الزعيم أمر بأن يطاف بعيد الانقلاب، برئيس الجمهورية ورئيس الوزراء في مدينة دمشق داخل عربة مدرعة ليريا بنفسيهما الشعب وهو يبتهج في الشوارع بخلعهما.

## الكتب
- غوردن تورري (1964). Syrian Politics and the Military, 1945-1958 [السياسة والجيش السوريان 1945 - 1958] (بالإنجليزية). دار نشر جامعة ولاية أوهايو. Archived from the original on 10 آب / أغسطس 2020. {{استشهاد بكتاب}}: تحقق من التاريخ في: |تاريخ أرشيف= (help)
- غسان محمد رشاد حداد (2007). أوراق شامية من تاريخ سورية المعاصر 1946 - 1966. مكتبة مدبولى الصغير. ISBN:9789772086276. مؤرشف من الأصل في 10 آب / أغسطس 2020. {{استشهاد بكتاب}}: تحقق من التاريخ في: |تاريخ أرشيف= (مساعدة)
- باتريك سيل (1986). الصراع على سوريا: دراسة للسياسة العربية بعد الحرب 1945-1958. ترجمة: سمير عبده؛ محمود فلاحة. دمشق، سوريا: دار طلاس للدراسات والترجمة والنشر.